# San José de Gracia (Aguascalientes)
San José de Gracia  es una localidad del estado mexicano de Aguascalientes. Es la cabecera del municipio de San José de Gracia.

## Toponimia
El nombre «San José» hace referencia al santo patrono de la localidad: José de Nazaret.

## Demografía
| Gráfica de evolución demográfica |
|                                  |

| Censo | Población |
| ----- | --------- |
| 1940  | 879       |
| 1950  | 1 144     |
| 1960  | 1 446     |
| 1970  | 1 879     |
| 1980  | 2 807     |
| 1990  | 3 339     |
| 2000  | 3 864     |
| 2010  | 4 927     |
| 2020  | 5 607     |